# Clásico de la Región de Coquimbo
El Clásico de la Región de Coquimbo (también denominado Clásico del Norte Chico o Clásico de la IV Región) es un partido de fútbol que enfrenta a los equipos más populares y tradicionales de esa zona de Chile, Coquimbo Unido y Deportes La Serena.

## Historia
Los primeros enfrentamientos entre Coquimbo Unido y Deportes La Serena se remontan a 1960, cuando les toca disputar el grupo 1 de la Copa Preparación de ese año, torneo que ganarían posteriormente los "papayeros", al igual que el partido que los enfrentó. También chocaron en dos oportunidades más por el torneo de Segunda División del mismo año, ambas con triunfo de los serenenses, por 3 a 0 como local y 2-1 en Coquimbo. Al año siguiente se dio el primer triunfo de los coquimbanos en el clásico y fue por la cuenta mínima.
En el torneo de Primera División 1963 se dieron los primeros enfrentamientos entre ambos en la máxima categoría del fútbol nacional. Por la fecha 17, Coquimbo Unido derrotó 1-0 a La Serena en condición de local, mientras que en la jornada 34 el resultado fue 1-1, en el duelo disputado en el Estadio La Portada.
Ambos elencos clasificaron a la Liguilla de Ascenso de la Segunda División 1983, ascendiendo tanto los "aurinegros" como los "granates" a la Primera División a falta de un partido por disputarse, que justamente fue el clásico. El 11 de marzo de 1984 en el Estadio La Portada, el cotejo terminó 2-2 y significó que por diferencia de goles, La Serena subía como campeón y Coquimbo Unido como subcampeón de la liguilla. En el campeonato de Primera División 1984, Deportes La Serena quedó en el grupo Norte y Coquimbo Unido en la zona Sur, por lo que no disputaron el clásico aquella temporada, en que además curiosamente ambos equipos descendieron de categoría.
En el Apertura 2007, la victoria fue para los granates por 1-0 como visitantes, mientras que en el Clausura 2007, el duelo resultó en 2-2, el cual fue el último clásico de la región en jugarse en Primera División en 13 años, luego del descenso de Coquimbo Unido al finalizar la temporada.
El 19 de enero del 2014, en el marco del Torneo Clausura de Primera B 2014, se dio la goleada más abultada en la historia de este clásico; Coquimbo derrotó al conjunto granate por 4 goles a 0 en el Estadio Francisco Sánchez Rumoroso, con dobletes de Pablo Parra y de la "Nona" Muñoz, este último con dos goles de tiro libre.
El reencuentro de ambas escuadras en Primera se dio el 1 de marzo de 2020, y fue victoria de los "piratas" por 2-1 en el Estadio Francisco Sánchez Rumoroso. El último duelo fue el 13 de diciembre del 2020, jugado sin público debido al contexto de la pandemia COVID, con victoria de La Serena, con gol de Fabián Hormazábal al minuto 74'.
El clásico se volvía a disputar un 26 de febrero del 2022 en la fecha 4 de la Primera División de Chile 2022 en el Estadio La Portada, por segunda vez jugado sin público debido a la pandemia del COVID. Granates y piratas empatarían 1-1 con un conjunto serenense que abrió la cuenta en el primer tiempo con un certero cabezazo de Marcelo Herrera. En el segundo tiempo Zacarias López se convertía en figura atajando todos los ataques piratas. Ya jugados los descuentos una falta en el área sobre Álvaro Ramos era señalada como penal, el cual Joe Abrigo se encargaría de ejecutar, y con un preciso zurdazo anotaba el agónico 1-1 final.
El clásico se volvería jugar esta vez en el Francisco Sánchez Rumoroso por la fecha 19, en donde ambos equipos venían de derrotas y peleando el descenso. El conjunto local se impuso por un 2-0, con goles al minuto 62 del defensa Víctor González Chang y 3 minutos más tarde de Cristian Aravena. Finalmente el elenco pirata se terminaría salvando milagrosamente del descenso, mientras que los granates perderían la categoría.
Por los cuartos de final de la Zona Norte de la Copa Chile 2023, el destino quiso que ambos equipos se volvieran a ver las caras. A partido único disputado en el puerto, Rodrigo Dubó para La Serena y Matías Palavecino para Coquimbo dejaban la paridad 1-1 en los 90 minutos, por lo que el pase a las semifinales se tuvo que definir desde el punto penal. Allí, un inspirado "Mono" Sánchez contuvo dos penales serenenses, y en el cuarto penal, Luis Pavez Contreras puso el 4-2 final que sellaba el pase del conjunto pirata a semifinales regionales.
2 años más tarde se volverían a ver las caras por la misma competición; en Coquimbo se disputó un reñido y caliente encuentro que sólo pudo abrirse en los últimos minutos. A los 78', un cabezazo de Juan Fuentes adelantaba a La Serena, pero a falta de 3 minutos, un polémico gol del juvenil Matías Zepeda (quien tocó la pelota dos veces con la mano) dejaba el 1-1 final. 

## Historial estadístico
- Actualizado el 31 de mayo de 2025.[nota 1]

| Competición                                                          | PJ  | GCU | PE | GLS | GolCU | GolLS |
| -------------------------------------------------------------------- | --- | --- | -- | --- | ----- | ----- |
| Primera División de Chile o Primera A                                | 37  | 16  | 11 | 10  | 56    | 50    |
| Segunda División de Chile o Primera B                                | 32  | 12  | 11 | 9   | 40    | 34    |
| Total liga                                                           | 68  | 28  | 22 | 19  | 96    | 84    |
| Copas (Chile, Digeder, Polla Gol, Coca Cola Digeder, Copa LAN Chile) | 58  | 20  | 25 | 13  | 71    | 58    |
| Total                                                                | 127 | 48  | 47 | 32  | 167   | 142   |

| PJ: Partidos jugados                |
| GCU: Ganados por Coquimbo Unido     |
| GLS: Ganados por Deportes La Serena |
| PE: Partidos empatados              |
| GolCU: Goles de Coquimbo Unido      |
| GolLS: Goles de Deportes La Serena  |

## Últimos 20 partidos oficiales
- Actualizado al 31 de mayo de 2025.

| Torneo                    | Local              | Visitante          | Fecha      | Resultado | Estadio                              |
| ------------------------- | ------------------ | ------------------ | ---------- | --------- | ------------------------------------ |
| Primera B 2014/15         | Deportes La Serena | Coquimbo Unido     | 07/09/2014 | 0-3       | Francisco Sánchez Rumoroso, Coquimbo |
| Primera B 2014/15         | Coquimbo Unido     | Deportes La Serena | 02/11/2014 | 0-0       | Francisco Sánchez Rumoroso, Coquimbo |
| Primera B 2014/15         | Coquimbo Unido     | Deportes La Serena | 08/02/2015 | 1-2       | Francisco Sánchez Rumoroso, Coquimbo |
| Primera B 2014/15         | Deportes La Serena | Coquimbo Unido     | 29/04/2015 | 1-1       | Municipal de La Pintana, Santiago    |
| Copa Chile 2015           | Deportes La Serena | Coquimbo Unido     | 12/07/2015 | 1-2       | La Portada, La Serena                |
| Copa Chile 2015           | Coquimbo Unido     | Deportes La Serena | 05/08/2015 | 1-1       | Francisco Sánchez Rumoroso, Coquimbo |
| Primera B 2015/16         | Deportes La Serena | Coquimbo Unido     | 23/08/2015 | 2-0       | La Portada, La Serena                |
| Primera B 2015/16         | Coquimbo Unido     | Deportes La Serena | 04/02/2016 | 2-2       | Francisco Sánchez Rumoroso, Coquimbo |
| Primera B 2016/17         | Deportes La Serena | Coquimbo Unido     | 07/08/2016 | 1-1       | La Portada, La Serena                |
| Primera B 2016/17         | Coquimbo Unido     | Deportes La Serena | 19/03/2017 | 1-0       | Francisco Sánchez Rumoroso, Coquimbo |
| Transición Primera B 2017 | Deportes La Serena | Coquimbo Unido     | 15/10/2017 | 2-1       | La Portada, La Serena                |
| Primera B 2018            | Deportes La Serena | Coquimbo Unido     | 25/02/2018 | 1-0       | La Portada, La Serena                |
| Primera B 2018            | Coquimbo Unido     | Deportes La Serena | 18/08/2018 | 2-1       | Francisco Sánchez Rumoroso, Coquimbo |
| Primera División 2020     | Coquimbo Unido     | Deportes La Serena | 01/03/2020 | 2-1       | Francisco Sánchez Rumoroso, Coquimbo |
| Primera División 2020     | Deportes La Serena | Coquimbo Unido     | 13/12/2020 | 1-0       | La Portada, La Serena                |
| Primera División 2022     | Deportes La Serena | Coquimbo Unido     | 26/02/2022 | 1-1       | La Portada, La Serena                |
| Primera División 2022     | Coquimbo Unido     | Deportes La Serena | 23/07/2022 | 2-0       | Francisco Sánchez Rumoroso, Coquimbo |
| Copa Chile 2023           | Coquimbo Unido     | Deportes La Serena | 24/06/2023 | 1(4)-1(2) | Francisco Sánchez Rumoroso, Coquimbo |
| Copa Chile 2025           | Coquimbo Unido     | Deportes La Serena | 02/02/2025 | 1-1       | Francisco Sánchez Rumoroso, Coquimbo |
| Copa Chile 2025           | Deportes La Serena | Coquimbo Unido     | 06/04/2025 | 2-0       | La Portada, La Serena                |
| Primera División 2025     | Deportes La Serena | Coquimbo Unido     | 31/05/2025 | 2-4       | La Portada, La Serena                |